# Löpande rigg
Löpande rigg är den del av ett segelfartygs eller en segelbåts rigg som används för att hantera seglen, t.ex. sätta eller bärga segel, ändra deras riktning och form, för att anpassa dem till vinden och önskad kurs och fart.
De vanligaste och viktigaste delarna av den löpande riggen är fall, som används för att hissa och hala seglen, och skot, som används för att kontrollera hur mycket seglens riktning tillåts blåsa ut från båtens längdriktning.
Med en spira kan man hålla ut vissa segel, som saknar bom, i en större vinkel än vinden ensam åstadkommer. Med nedhal (t.ex. Cunningham) respektive uthal kan man sträcka seglets mastlik resp bomlik. Med ett kickstag kan man förhindra att seglet lyfter bommen för mycket. Motsatsen kan åstadkommas med hjälp av en dirk, som dock räknas till den stående riggen, dvs det som är till för att bära upp seglen och den löpande riggen.
En spristake håller ut ett sprisegel.
På fartyg med råsegel tillkommer ytterligare en mängd delar i både stående och löpande rigg, framförallt brassarna som delvis används för samma funktion som skoten i snedsegelrigg.